# Carex kunlunsanensis
Carex kunlunsanensis är en halvgräsart som beskrevs av Nai Ran Cui. Carex kunlunsanensis ingår i släktet starrar, och familjen halvgräs. Inga underarter finns listade i Catalogue of Life.